# Hanalaʻa
Hanalaʻa de Maui (langue hawaïenne: Hanalaʻa o Maui) était roi de Maui (île hawaïenne). Son titre était Aliʻi Nui o Maui («grand chef/roi de Maui»).
Il était le quatrième roi de Maui. Il semblerait que Hanalaʻa était le souverain de occidental Maui.

## La famille
Les parents de Hanalaʻa étaient le roi Palena et sa femme, Hikawainui (Hiʻilani-Hiʻileialialia), tandis que les grands-parents de Hanalaʻa étaient Limaloa-Lialea et Kauilaianapu (Kauilaʻanapa).
Selon certaines légendes, Palena était le père de les deux frères – Hanalaʻa Nui et Hanalaʻa Iki.
L'épouse de Hanalaʻa était Mahuia (Mahuʻi.e., Mahuialani); leurs fils étaient le roi Mauiloa et prince Lanakawai. Lanakawai était le grand-père de roi de Hawaï, Pilikaaiea.